# Гвардейская улица (Уфа)
Гвардейская улица — магистральная улица в микрорайоне Шакша Калининского района Уфы. Выходит с двух сторон на трассу М-5 «Урал».

## История
До присоединения посёлка Шакша к Уфе называлась ул. Чапаева. При вхождении центральная поселковая улица была переименована, поскольку нельзя было иметь в одном населённом пункте (то есть в Уфе) две улицы с одним названием.
В 2013 году началось расширение проезжей части до 15 метров и обустройство тротуара шириной в 3 метра.

## Достопримечательности
Напротив рынка, где находился поселковый совет, находился памятник Ленину, ставший стелой гвардейцам с вечным огнём.
При работе глиняных карьеров возле улицы находились озёра-карьеры.

## Происхождение названия
По легенде, записанной от местного жителя, директора шакшинского музея, название может быть связанное с памятью о Гражданской войне, когда через Шакшу к Уфе прорывались бойцы Чапаевской дивизии (Уфимская операция РККА в 1919 году).

## Транспорт
Автобус — 35к, 59э, маршрутки 221, 291, 225

## Предприятия
д. 39 — Пивоваренная компания «Балтика» (бывший керамический завод).
д. 43а — Пожарная часть № 35
д.57 — Складской комплекс «Сигма»
д. 57 — Автоцентр «Камаз»

## Образование
д. 46/2 — ДЮСШ № 28

## Спорт
д. 58/5 — Спортивный комплекс «Юлаевец»
24-26 октября 2014 здесь прошло первенство России по шорт-треку среди юношей старшего и среднего возраста.

## Религиозные учреждения
Мусульманская религиозная организация и мечеть расположены в д. 54а